# Bêta-galactoside transacétylase
Pour les articles homonymes, voir GAT.
La beta-galactoside transacétylase (en anglais, galactoside acetyltransferase ou GAT) est une enzyme de type acyltransférase.